# Poales
Poales is een orde van eenzaadlobbige planten. Een orde met deze naam wordt geaccepteerd door het APG-systeem (1998), het APG II-systeem (2003) en het APG III-systeem (2009). 
De familie Poaceae of Gramineae (grassen en granen) vormt zowel economisch als qua soorten verreweg de belangrijkste familie met onder andere tarwe, maïs, rijst, haver en suikerriet.

## APG III
Het APG III-systeem (2009) plaatst de orde in de "commelinids" (= Commeliniden), en hanteert de volgende samenstelling:
- orde Poales
  - familie Anarthriaceae
  - familie Bromeliaceae (bromeliafamilie)
  - familie Centrolepidaceae
  - familie Cyperaceae (cypergrassenfamilie)
  - familie Ecdeiocoleaceae
  - familie Eriocaulaceae
  - familie Flagellariaceae
  - familie Hydatellaceae
  - familie Joinvilleaceae
  - familie Juncaceae (russenfamilie)
  - familie Mayacaceae
  - familie Poaceae (grassenfamilie)
  - familie Rapateaceae
  - familie Restionaceae
  - familie Thurniaceae
  - familie Typhaceae (lisdoddefamilie)
  - familie Xyridaceae

De voornaamste wijziging ten opzichte van het APG II-systeem is het opheffen van Sparganiaceae (egelskopfamilie) en inclusie van de voormalige leden in Typhaceae (Lisdoddefamilie).
Hier bestaat de orde Poales uit 17 families met 850 geslachten en 20000 soorten. Hiervan nemen Poaceae 12000 soorten voor haar rekening, Cyperaceae bevat 5000 soorten, Bromeliaceae 1400 soorten en Eriocaulaceae 1150 soorten.
De orde bevat vooral kruidachtige planten, en slechts zelden struiken of lianen.

## APG II (2003)
Het APG II-systeem (2003) plaatste de orde in de "commelinids" (= Commeliniden), en hanteerde de volgende samenstelling:
- orde Poales
  - familie Anarthriaceae
  - familie Bromeliaceae (bromeliafamilie)
  - familie Centrolepidaceae
  - familie Cyperaceae (cypergrassenfamilie)
  - familie Ecdeiocoleaceae
  - familie Eriocaulaceae
  - familie Flagellariaceae
  - familie Hydatellaceae
  - familie Joinvilleaceae
  - familie Juncaceae (russenfamilie)
  - familie Mayacaceae
  - familie Poaceae (grassenfamilie)
  - familie Rapateaceae
  - familie Restionaceae
  - familie Sparganiaceae (egelskopfamilie)
  - familie Thurniaceae
  - familie Typhaceae (lisdoddefamilie)
  - familie Xyridaceae

## APG I (1998)
Het APG-systeem (1998), plaatste de orde in de "commelinoids" en hanteerde de volgende samenstelling:
- orde Poales
  - familie Anarthriaceae
  - familie Centrolepidaceae
  - familie Cyperaceae
  - familie Ecdeiocoleaceae
  - familie Eriocaulaceae
  - familie Flagellariaceae
  - familie Hydatellaceae
  - familie Joinvilleaceae
  - familie Juncaceae
  - familie Poaceae
  - familie Prioniaceae
  - familie Restionaceae
  - familie Sparganiaceae
  - familie Thurniaceae
  - familie Typhaceae
  - familie Xyridaceae

Dit was dus exclusief de families Bromeliaceae en Mayacaceae. Verder omvatte de orde hier ook niet de planten in de familie Abolbodaceae (in APG II ingevoegd in Xyridaceae). De familie Prioniaceae is door APG II opgeheven, waarvan de soorten zijn ingevoegd in de Thurniaceae.

## Oudere systemen
In het Cronquist-systeem (1981) werd niet een orde erkend onder deze naam: de groep planten die door APG III hier geplaatst zijn komt ongeveer overeen met de onderklasse Commelinidae van Cronquist, maar minus de familie Commelinaceae en met toevoeging van de familie Bromeliaceae.
In oudere systemen kreeg de orde die de grassenfamilie omvatte een beschrijvende plantennaam zoals Graminales in het Engler systeem (revisie van 1964) en in het Hutchinson system (eerste editie, eerste boek, 1926), Glumiflorae in het Wettstein-systeem (meest recente revisie 1935) of Glumaceae in het Bentham & Hooker-systeem (derde boek, 1883).